# Яницкая, Елизавета Львовна
Елизаве́та Льво́вна Яни́цкая (урождённая Гросман, 16 [28] августа 1850, Городище, Киевская губерния — 1 января 1914, Киев) — земский врач, одна из первых в Российской империи женщин, получивших диплом врача.

## Семья

### Родители
Родилась в еврейской семье. Её отец — Лев Моисеевич Гросман (1819—1896) — был коллежским асессором и врачом Одесского уездного училища, позже стал статским советником, умер в Санкт-Петербурге и похоронен на Преображенском еврейском кладбище (19 место, 2-3 ст. участок). Мать Елизаветы — Генриетта Васильевна (Иезекииловна) (девичья фамилия — неизвестна) (1816—1913), закончила Гейдельбергский университет, свободно владела тремя европейскими языками, умерла в Санкт-Петербурге.

### Братья и сёстры
Лев Моисеевич в браке с Генриеттой Иезекииловной имели десять детей, известны имена 8 из них:
- Михаил, окончил Военно-медицинскую академию, 30 июня 1892 года — коллежский советник, старший врач 71-го пехотного Белевского полка, в 1914 году — действительный статский советник, корпусной врач 2-го Сибирского корпуса (Иркутский военный округ, штаб — Чита).
- Василий, в 1882 году — присяжный поверенный, 1892—1900 годах — коллежский асессор, присяжный поверенный, 1904—1917 годах — присяжный поверенный, присяжный стряпчий.
- Елизавета Львовна
- Марина Львовна Лихтенштадт (1857—1937), переводчица, общественная деятельница, правозащитница, участник «Народой воли» и создатель «Группы помощи политическим заключённым Шлиссельбургской каторжной тюрьмы» (ей посвящена книга А. Я. Бруштейн «Цветы Шлиссельбурга»); мать Владимира Осиповича Лихтенштадта (1882—1919), русского революционера и переводчика.
- Розалия (Раиса Львовна Прибылёва, 1858—1900), участница «Народной воли», осуждённая по делу «семнадцати народовольцев» (1883); жена литераторов-народовольцев Александра Васильевича Прибылёва (1857—1936) и Николая Сергеевича Тютчева (1856—1924).
- Анатолий (? — около 1905 года)
- Яков (1868—1893)
- Агафья.

### Муж
С 1881 года Елизавета Львовна Гросман в браке с Фёдором Феодосьевичем Яницким (1852—1937), военно-полевым хирургом, генералом медицинской службы, доктором медицины.

### Дети
В семье Фёдора и Елизаветы было четверо детей. Двое из них — сыновья умерли в детстве, их имена — неизвестны. Имена других детей: Вера Федоровна Яницкая (1889—1937) — русский и советский психоаналитик, педагог, секретарь Русского психоаналитического общества, была первой женой Отто Юльевича Шмидта; Николай Фёдорович Яницкий (1891—1979) — библиотечный деятель, книговед, библиограф, историк, географ, статистик, доктор географических наук, профессор, писатель.

## Биография
Родилась в 1853 году. В 1877 году, окончив одесскую гимназию, стала курсисткой Женских врачебных курсов при Санкт-Петербургском Николаевском клиническом госпитале.
В 1881 году вышла замуж и работала вместе с мужем на эпидемии дифтерита в Полтавском земстве.
В 1882 году получила диплом женщины-врача. В 1882 — 1889 годах работала земским врачом в Лохвицком уезде Полтавской губернии. Шесть из семи лет работала бесплатно, так как земская бюрократия считала, что мужчины неохотно обращаются к женщине-врачу. За время работы приняла 11690 больных и 19066 посетила. В эти годы родились и умерли два старших сына.
В 1892 — 1894 годах работала в больницах при Клиническом институте великой княгини Елены Павловны, в детской клинике Военно-медицинской академии, в родильном отделении Обуховской больницы.
В 1897 — 1900 годах — школьный врач и преподаватель гигиены в Каменец-Подольской Мариинской женской гимназии. Кроме того, по разрешению великой княгини Александры Петровны вела амбулаторный прием больных при Киевском Покровском женском монастыре.
В 1900 — 1909 годах по поручению Одесской городской управы проводила обследования учащихся городских училищ с целью ликвидации среди них глазных болезней, а также работала участковым «врачом для бедных», заведовала детской санитарной станцией Общества попечения о больных детях на Хаджибеевском лимане под Одессой.
В 1902 году — санитарный врач городской управы во время вспышки чумы. Награждена знаком «За борьбу с чумой».
В 1905 году при её участии был организован пункт первой помощи евреям, пострадавшим от погрома.
В 1937 году умерла в Киеве.
Владела французским и немецким языками, играла на рояле. Была членом Фрёбелевского педагогического общества, Общества народных детских садов. Участвовала в работе Киевского религиозно-философского общества.

## Труды
Федор Феодосьевич и Елизавета Львовна опубликовали несколько подробных отчетов об уровне медицинской помощи в Полтавской губернии, в том числе раздел о Лохвицком уезде в выпуске «Земско-медицинского сборника» за 1893 год:
- Яницкий Ф. Ф., Яницкая Е. Л. Гигиеническое состояние школ Лохвицкого уезда Полтавской губернии. Труды 2-го Съезда земских врачей Полтавской губернии, Полтава, 1883.
- Яницкий Ф. Ф., Яницкая Е. Л. Исторический очерк 25-летия земской медицины Лохвицкого уезда Полтавской губернии. Земско-медицинский сборник. Издан Правлением Съезда врачей в память Н. И. Пирогова. Вып. VI. Полтава. 1893.